# Terraceamento

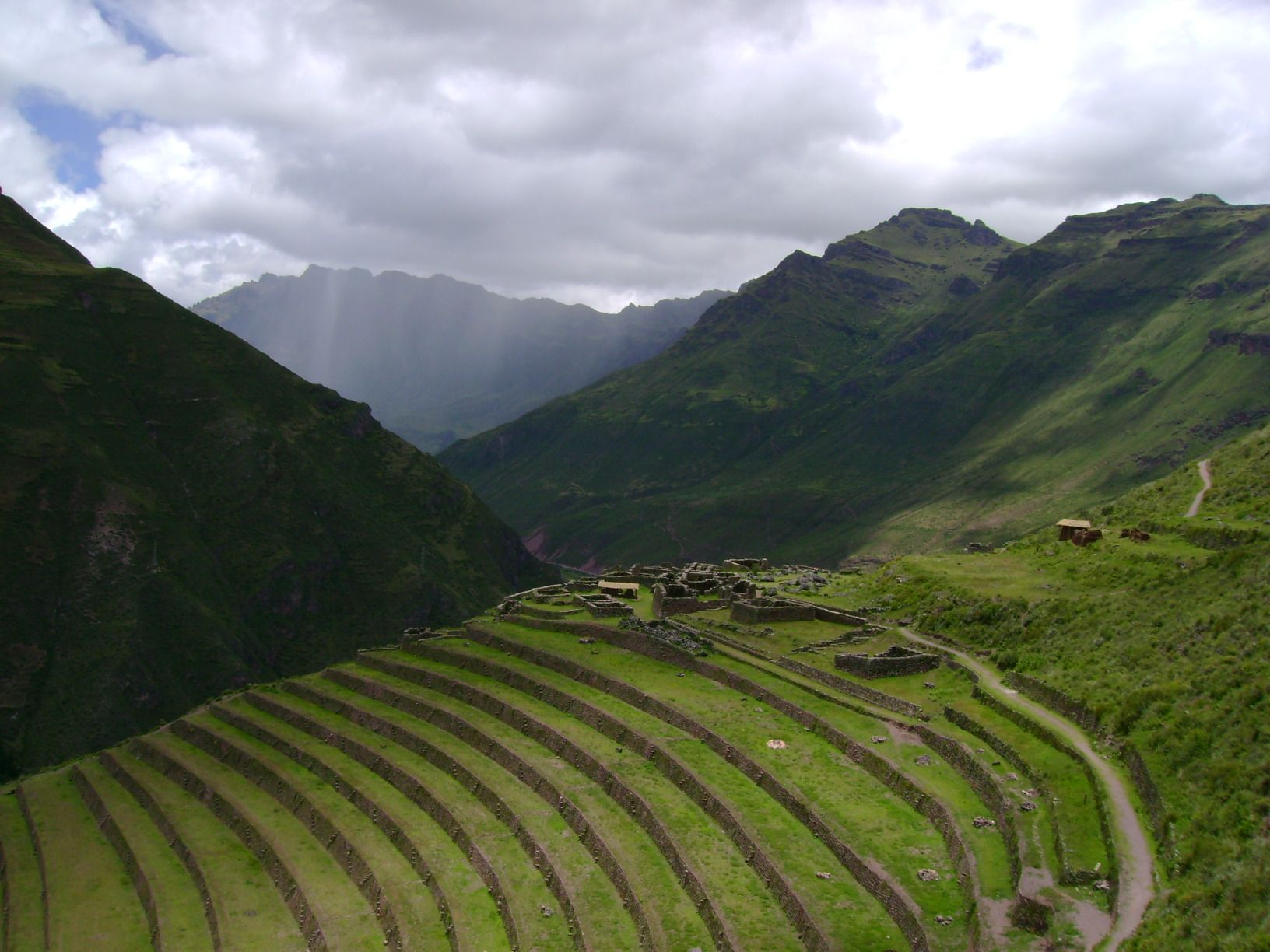
Terraços agrícolas no Peru, criados pelo Império Inca

Terraceamento, também chamado cultivo em terraços ou cultivo em socalcos, é uma técnica  agrícola e de conservação do solo empregada em  terrenos muito inclinados, permitindo o seu cultivo e, simultaneamente, o controle da erosão hídrica.
Baseia-se na criação de terraços através do parcelamento de rampas niveladas. A técnica requer muita mão de obra e conhecimento técnico, ao mesmo tempo que permite pouca mecanização, dada a dificuldade na utilização de máquinas em áreas mais íngremes. Quando bem planeado e bem construído, o terraceamento reduz as perdas de solo e de água decorrentes da erosão e previne a formação de sulcos e grotas. Os terraços são comuns no sul e no sudeste da Ásia, na China e no Japão, sendo utilizados principalmente na produção de arroz.
Este tipo de construção rural também é utilizada na região do Douro para o cultivo da vinha, de onde é produzido o famoso vinho do Porto. Na região dos Andes, na América do Sul, técnicas de terraceamento também foram utilizadas em larga escala pelos incas.

## Estrutura
A construção de terraços é a mais básica das construções rurais, sendo a primeira a ser executada a fim de estabelecer outra construção.  Tem por base o deslocamento de terra e é realizada em três fases: escavação do solo, deslocamento das terras escavadas e confecção de aterros ou taludes.